# 壹本便利
《壹本便利》（1991年9月13日—2007年5月23日）是香港的繁體中文週刊雜誌，是壹傳媒旗下的刊物，並由大股東黎智英創辦。

## 簡介
《壹本便利》最初是香港《壹週刊》的免費別冊，於1992年獨立發售。《壹本便利》的讀者對象主要是年青人和學生。
《壹本便利》每期主要分十二部份：
| - 激Zone - Easy Girl - 漫話作 - 青雲路 Job Finder - 頭文字 - 娛樂天 | - 潮流屋村 - Digi Finder - 心理測驗 - 占Me Life - 便利波經 - 便利諸噏廣場 |

《壹本便利》的附屬刊物《交易通 (Trading Express)》/《搵車快線 (Auto Express)》，提供潮流資訊給讀者，內容主要是時裝、星座、飲食、健美等。然而《交易通/搵車快線》的內容路線卻跟《壹本便利》南轅北轍，遠比《壹本便利》「正經」。根據香港出版銷數公證會的統計數字顯示，由2003年4月1日至6月3日，《壹本便利》每期的平均銷售量達118,720本。

## 過去跟現在
《壹本便利》出版初期，是一本以年輕上班族為目標讀者群，沒有不良意識、集娛樂與消閑於一身的雜誌，比現在的形象要健康。1990年代中期，香港傳媒界出現了多本與《壹本便利》類似的雜誌競爭，而其他的香港雜誌亦加入了八卦新聞。在當時香港傳媒風氣下，《壹本便利》便走向了譁眾取寵的出版作風了。

## 壹本便利簡史
創刊初期以年輕打工族為對象，內容清新。封面故事全無明星秘聞，自製「最乞人憎的9種波士」、「熱門兼職邊份最搵銀」、「售貨萬元戶現身說法」等年輕打工仔有興趣話題。 
約100頁的內容包括「博紮派」介紹進修途徑；「執二攤」介紹二手貨；「毛遂自薦」讓人求職；還有「上班下班樂」的行業資訊和「使錢要醒目」消費生活資訊。 
論產品比拼經典作，要數用探熱針比較快餐連鎖店漢堡包熱度，又用間尺量度牛肉厚度。 

### 1993年至1997年：冒升期(銷量約13萬至17萬本)
讀者群開始穩定，雜誌銷量日增，改用叫座力佳明星擔封面主角，又增加明星秘聞娛樂消息。 
自製的專題由打工仔興趣，開始轉向比拼地勤靚女、彭督幼女走光等趣味話題，其時內容尚算點到即止。 
後來市場競爭加劇，雜誌增加有關「黃、毒」的大專生話題故事，如「大學生情婦現身講」、「15歲沉淪毒海」；並日漸倚重介紹潮流新知為主的消費世界，增加欄目如「吃喝玩樂」、「家居廣場」、「趣味消遣」等。

### 1997年至2002年：萎縮期(銷量最低7萬至8萬本)
同類型雜誌愈來愈多，銷量一度急跌，為救銷路，雜誌大增女性泳裝或低胸性感照作封面，封面女郎大多擺出誘人姿勢，以刺激讀者視覺。 
內容開始變得低俗，專題大多以「黃、毒」為主。除了介紹潮流產品的《壹本通》，增加附送《EasyGirl》，以相片多文字少的女性照片作招徠。

### 2002年至2007年：衰亡期(銷量約9萬至10萬本)
由於當時雜誌風格低俗，引起香港廣告商反感，管理層一度改變策略，減少性感少女封面，改以年輕人新聞時事作主打，銷量稍升。不過，一些「出位」之作，例如虐殺動物報道，則遭香港報業評議會強烈譴責。香港公共圖書館亦於2003年停止訂閱。 
2006年年尾，再轉型集中以娛樂新聞為主打，大增娛樂組人手。2006年刊出多則受爭議封面故事，包括刊登狗仔隊記者到歌手側田家執拾垃圾；刊登香港少女組合Cream的14歲女成員李蘊濕身照；及刊登香港女藝人鍾欣桐更衣偷拍照。期間雜誌雖然大送方便麵，又一度減價至港幣五元促銷，但收效不大  （页面存档备份，存于）。其後壹傳媒為集中資源「保住」《壹本便利》，更主動接洽無綫電視，希望其收購另外兩份壹傳媒旗下雜誌《忽然1周》及《飲食男女》，但遭無綫拒絕。在香港社會大眾、部分媒體的強烈譴責聲下，《壹本便利》於2007年5月23日出版最後一期(第800期)，正式畫上歷史句號。

《壹本便利》在名義上停刊後，壹傳媒以新公司 FACE Magazine Limited 名義，在2007年5月30日出版《FACE》第一期。

## 爭議及投訴

### 不雅內容爭議
- 《壹本便利》於1995年4月27日第169期封面將香港女星周慧敏的臉移花接木在日本AV女優的裸身，並加註大標題「玉女敏露兩點寫真 $30有得睇」。周慧敏控告《壹本便利》。結果《壹本便利》官司敗訴、支付大筆賠償金給周慧敏[3]。
- 《壹本便利》於2002年6月25日被香港淫褻物品審裁處以《淫褻及不雅物品管制條例》第24條檢控，原因是該刊第570期刊登一幅裸女照片而並未在封面加上警告字句。該篇報導標題為《Cover Girl - 幾大都要紋一次》，被裁定為二級刊物(不雅)。同年十一月，因刊登一系列以外科手術、裸體女屍及死嬰為主的電影彩色劇照，被淫褻物品審裁處評為第二類不雅物品。[4]《壹本便利》因此被罰款港幣1萬元，截至2003年7月25日已累積違反《淫褻及不雅物品管制條例》12次。

- 由2003年3月起，香港公共圖書館已停止訂購《壹本便利》，該刊仍多以性愛或暴力的題材作為主要內容，並採用衣着性感的年青女星及女模特兒 (即是「美女胴體」) 作為封面賣點。

### 拍攝女童星爭議
2006年6月，當時為14歲的香港女童星李蘊（Renee）在母親黃潔玲陪同下，替《壹本便利》拍攝一批性感照片。其後李蘊所屬經理人公司輝皇娛樂指其內容不實、照片亦經過加工，向《壹本便利》發出律師信追究。《壹本便利》重申是該女星自願拍攝。有指此爭議涉及兒童色情疑案，影視及娛樂事務管理處收到140多宗投訴，而警方亦接受投訴，案件由觀塘警區重案組調查。 （页面存档备份，存于） 案件會排期在2007年3月19日至21日審訊；控方屆時會傳召李蘊的母親出庭作供，控辯雙方會傳召專家證人以證明相片曾否被加工。 （页面存档备份，存于）

### 侵犯藝人私隱爭議
- 2003年4月，香港巨星張國榮逝世，《壹本便利》記者潛入張的寓所找垃圾，並且找出三大袋遺物，遭演藝界人士譴責。

- 2006年1月，《壹本便利》刊登一些照片，聲稱偷拍到香港歌手側田在家中與香港女歌手林苑共處一室，及側田脫下帽子的照片，照片中的人物出現禿頭現象。側田其後與其經理人黃柏高召開記者會，聲討雜誌記者的偷拍行為。

- 2006年8月22日，《壹本便利》第761期刊登了香港組合Twins成員鍾欣桐在馬來西亞雲頂舉行演唱會期間在後台更衣的照片，懷疑被事先安裝的針孔攝影機偷拍。《壹本便利》及後更將照片作為雜誌封面。 鍾欣桐在事件發生翌日會見記者，並不停落淚。其經理人公司英皇娛樂集團聲言採取法律行動聲討。
  - 事件掀起滿城聲討，香港影視及娛樂事務管理處收到2800多宗投訴，而該期雜誌在馬來西亞被列為違禁品。多個香港壓力團體亦曾到壹傳媒辦公室外抗議。教育統籌局(現稱教育局)局長李國章亦直斥做法不道德，希望香港市民不要購買不良刊物。而香港警方亦接受投訴，案件由重案組備案。
  - 香港報業評議會（報評會）接獲當事人及公眾投訴後，兩度去信該雜誌社要求回應，但至限期過後仍未獲回覆。報評會認為，該報道看來是為了滿足某些人偷窺女性胴體的心理，題材並沒有新聞價值，在沒有合理理由下刊登這些照片，違反操守守則，嚴重侵犯個人私隱，該會通過對該雜誌作出強烈譴責。
  - 該事件在2006年「本港中學生十大新聞選舉」中，為中學生十大關注新聞的第一位。部分中學生強烈批評《壹本便利》用詞粗俗，又帶有侮辱性，且習以為常地報導偷拍新聞，嚴重影響社會道德及價值觀，對青少年及兒童的影響更尤其深遠。事件亦名列「十大最受市民關注的女性新聞」首五位。[5][6]